# 岩手県立一戸高等学校
岩手県立一戸高等学校（いわてけんりついちのへこうとうがっこう）は、かつて岩手県二戸郡一戸町一戸字蒔前に所在した公立の高等学校。

## 設置学科
- 総合学科
  - 人文・自然系列
  - 情報ビジネス系列
  - 生活・文化系列
  - 介護・福祉系列

## 沿革
- 1911年4月4日 - 私立二戸実修学校として創設。
- 1911年5月25日 - 私立二戸実業学校として校名改称。
- 1912年4月1日 - 一戸町・浪打村・鳥海村一町二村組合立実業学校（乙種中学校）となる。
- 1918年4月1日 - 二戸郡女子実業学校となる。
- 1921年4月1日 - 二戸郡立実科高等女学校（甲種中等学校）となる。
- 1921年10月13日 - 校舎新築落成式兼開校式を行い、この日を開校記念日とする。
- 1923年4月1日 - 岩手県立一戸実科高等女学校となる。
- 1926年4月1日 - 岩手県立一戸高等女学校となる。
- 1947年4月1日 - 学制改革により新制中学校併設。
- 1948年4月1日 - 学制改革により岩手県立一戸高等学校と改称、定時制課程を併設。
- 1949年4月1日 - 農業部設置。
- 1953年4月1日 - 農業部を農業科と改称、家庭科を設置。
- 1963年4月1日 - 家庭科を家政科と改称。
- 1979年4月1日 - 定時制募集停止。
- 1982年3月7日 - 定時制課程閉校式挙行。
- 1989年4月1日 - 家政科学科設置、家政科募集停止。
- 1993年4月1日 - 福祉科設置、家政科学科募集停止。
- 2000年4月1日 - 農業科募集停止。
- 2005年4月1日 - 総合学科設置、普通科・福祉科募集停止。
- 2007年 - 普通科・福祉科を閉科し、総合学科のみとなる。
- 2024年3月31日 - 岩手県立福岡工業高等学校と統合し閉校。跡地は岩手県立北桜高等学校総合校舎となる。[1]

## アクセス
- 最寄り駅はIGRいわて銀河鉄道線一戸駅。
  - 一戸駅からは下車徒歩22分
  - バスの場合はJRバス二戸駅方面行き又は岩手県北バス二戸駅・一戸営業所・来田温泉方面行き乗車4分、「蒔前」バス停下車すぐ。

## 高校関係者

### 主な出身者
- 大戸洋儀（元慶應義塾大学野球部監督）
- 大井利江（パラ陸上競技選手）